# 直径

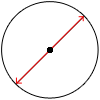
红线所指的线段是圆的直径

直径在几何学中，是指穿过圆心且其兩端點皆在圓周上的线段，或圓上最長的弦，一般用符号d或者{\displaystyle \phi \,\!}表示。
在一般的度量空间（也就是定义了距离的空间，比如说常见的二维平面）上，也可以定义一个集合的直径。在这里直径是这个集合之中两点之间的距离的最小上界：
{\displaystyle \operatorname {diam} (X):=\sup\{d(x,y):x,y\in X\}}

## 性质
一个圆可以有无数条直径（指线段本身时），但过平面上除去圆心外的任意一点，只有一条直径。直径的一个端点叫做另一个端点的对径点。圆周上的每一个点都有且仅有一个对径点。
直径将圆分为面积相等的两部分（每一个部分成为一个半圆），将圆周分成长度相等的两部分。直径的中点是圆心，直徑也是圓上最長的弦。换句话说，圆的直径是圆周上任意两点之间的距离所能够达到的最大值。在同一个圆裡面，直径等于半径（r）的二倍。圆的周长与直径的比值即为圆周率。
给定一个圆和圆上的一条直径AB（A、B为圆上的点），则对圆上任意另外一点C，角ACB是直角。如果点C在圆外，那么角ACB是锐角，如果点C在圆内，那么角ACB是钝角。

### 尺规作图
在尺规作图中，已知一个圆及其圆心的话，只需要过圆心画直线，则直线与圆的两个交点之间的线段就是圆的直径。如果圆心未知的话，则可以用作弦的中垂线的方法作直径。具体方法是：任意作圆的一条弦，作这条弦的中垂线，则中垂线与圆的两个交点之间的线段就是圆的直径。如果在圆心未知的情况下要作过圆上一个定点的直径，则可以利用圆上一点对直径的张角成九十度的特性：首先过给定的点任作一条弦，交圆于另一点。然后过另一点作垂直于弦的直线，交圆于第三点，连接原来的给定点和第三点，就是所求的直径。

## 球的直径
对于三维空间中的球体，也可以定义直径和半径。一个圆球的直径是它的任意一个大圆（过球心的平面截球体得到的圆）的直径。和圆的直径一样，球的直径也是球上两点之间的距离的最大值，过球上每一点只能作一条直径。

## 相关公式
- 圆的直径{\displaystyle d}与面积{\displaystyle S}的关系为：{\displaystyle S={\frac {\pi d^{2}}{4}}}。

- 球的直径{\displaystyle d}与体积{\displaystyle V}的关系为：{\displaystyle V={\frac {\pi d^{3}}{6}}}。